# Kroki w chmurach
Dhaai Akshar Prem Ke (inaczej "Dhai Akshar Prem Ke", pol. "Kroki w chmurach") – dramat miłosny wyreżyserowany w 2000 roku przez Raj Kanwara, autora takich filmów jak Deewana (debiut Shah Rukh Khana z 1992 roku), Humko Deewana Kar Gaye(2006), Har Dil Jo Pyar Karega... (2000) czy Andaaz (2003). To pierwszy z pięciu filmów nakręconych przez parę Abhishek Bachchan i Aishwarya Rai (od wiosny 2007 są małżeństwem). Film to indyjski remake Hollywoodzkiego hitu z 1995 pt. A Walk in the Clouds.

## Obsada
- Abhishek Bachchan – Karan
- Aishwarya Rai – Sahiba
- Amrish Puri – Yogi Grewal
- Anupam Kher – Ronak Grewal
- Shakti Kapoor – Pritam Grewal
- Sushma Seth – mama Yogi
- Dalip Tahil – Rai Bahadur Tejeshwar Singhal
- Tanvi Azmi – Simran Grewal
- Himani Shivpuri – Sweety S. Grewal
- Salman Khan – kierowca ciężarówki
- Sonali Bendre – Nisha

## Fabuła
Karan (Abhishek Bachchan) jest kapitanem w armii. W trakcie jazdy do domu na przepustkę spotyka Sahibę (Aishwarya Rai), która była przypadkowym świadkiem zabójstwa koleżanki, i broni ją przed napastnikami. Mimo że jadą do innych miejscowości część drogi odbywają w tym samym pociągu.
Sahiba opowiada Karanowi o tym, jak uciekła z domu, a teraz nie wie co powiedzieć ojcu (Amrish Puri). Karan obiecuje pomóc dziewczynie, jednak kiedy docierają na miejsce wszyscy biorą go za męża Sahiby. Tylko Sahiba wie, że Karan ma ukochaną Nishe (Sonali Bendre) i chciałby do niej jak najszybciej wrócić.

## Piosenki
- Dhai Aksar Prem Ke - śpiewają Anuradha Paudwal, Babul Supriyo
- Do Lafzon Mein - śpiewają Anuradha Paudwal, Babul Supriyo
- Ek Haseen Ladki - śpiewają Sudesh Bhosle, Babul Supriyo
- Hai Deewane Yeh Ishq Mera - śpiewa Anuradha Paudwal
- Koi Taza Hawaa - śpiewa Babul Supriyo
- Mera Maahi Bada Sohna - śpiewa Anuradha Paudwal
- O Mere Rabba - śpiewa Anuradha Paudwal
- Yeh Sama Yeh Nazaare - śpiewa Babul Supriyo